# 1-甲基吲哚
1-甲基吲哚（英语：1-Methylindole）是一种具有刺激性、潜在毒性的有机化合物，它呈深黄色黏稠液体，且具有非常强烈的难闻气味。它的化学式为C9H9N。
它可由吲哚和碘甲烷在氢氧化钾存在下反应得到。